# Muhammad Tajuddin
Muhammad Tajuddin (* im 18. Jahrhundert; † 1807) war der neunzehnte Sultan von Brunei nach offizieller Zählung. Er regierte von 1778 bis 1804 in der Nachfolge seines Vaters Omar Ali Saifuddin I. Im April 1804 dankte er zu Gunsten seines ältesten Sohnes, Muhammad Jamalul Alam I., ab. Nach dessen Tod im November 1804 herrschte er erneut bis zu seinem eigenen Tod 1807.

## Leben

### Herkunft
Muhammad Tajuddin war der älteste Sohn von Omar Ali Saifuddin I. von dessen zweiter Frau, Raja Isteri Pengiran Anak Nuralam. Er war der Halbbruder von Muhammad Kanzul Alam, der ihm später als der 21. Sultan von Brunei folgen sollte, und  von Pengiran Shahbandar Pengiran Anak Abdul Wahab, dem Vater des 24. Sultans von Brunei, Abdul Momin.
Als ältester und legitimer Sohn von Omar Ali Saifuddin I. wurde er mit dem Titel Yang Di-Pertuan Muda von seinem Vater ausgezeichnet.

### Regierungszeit
Sultan Muhammad Tajuddin beauftragte Khatib Haji Abdul Latif, das Silsilah Raja-Raja Berunai zu schreiben. Die Batu Tarsilah, eine Steintafel, die die Genealogie der Sultane von Brunei in Jawi-Alphabet enthält, wurde ebenfalls während seiner Regierungszeit fertiggestellt. Khatib Haji Abdul Latif wurde auch beauftragt, das Rumah Waqaf (Hospital) für bruneiische Pilger in Mekka zu bauen.
Außerdem entsandte er Botschafter ins China der Qing-Dynastie, um Handelsbeziehungen anzuknüpfen. Um den Frieden im Sultanat zu erhalten, bemühte er sich, die Beziehungen mit Spanien friedlich zu gestalten. Er entsandte auch einen Botschafter auf die Philippinen, das die Spanier zu der Zeit kolonisierten.

### Zweite Regierungszeit
Als der Sultan 1804 den Thron erneut bestieg, war er bereits alt. Um seine Herrschaft zu erleichtern, entschied er, einen Regenten zu ernennen. Er wollte Pengiran Anak Yusof ernennen. Dieser lehnte jedoch ab. Dafür machte er seinen Halbbruder Muhammad Kanzul Alam zum Regenten, der bereits ein Mitglied der Viziere war.
Außerdem ernannte er seine Schwiegertochter Raja Isteri Noralam binti Sultan Muhammad Kanzul Alam, die Witwe von Muhammad Jamalul Alam I., sowie Pehin Jawatan Dalam Munap zu Ratgebern für Omar Ali Saifuddin II.

### Tod
Muhammad Tajuddin starb 1807. Er wurde bei Kubah Makam Di Raja in Bandar Seri Begawan beigesetzt. Sein Grabstein steht neben den Gräbern seines Sohnes, Muhammad Jamalul Alam I., und seines Enkels, Omar Ali Saifuddin II.
Nachfolger wurde zunächst sein Halbbruder, Muhammad Kanzul Alam.